# Maurice Meersman
Maurice Meersman (* 7. Februar 1922 in Wakken; † 13. Dezember 2008) war ein belgischer Radrennfahrer.

## Sportliche Laufbahn
Meersman war im Straßenradsport aktiv. Von 1947 bis 1959 war er Unabhängiger und Berufsfahrer. Den Grote Prijs Briek Schotte gewann er 1947. In der Ronde van Nederland 1949 gewann er eine Etappe und wurde Fünfter im Endklassement. 1959 gewann er den Textielprijs Vichte. 1950 wurde er Zweiter im Omloop Het Volk hinter André Declerck. Im Kampioenschap van Vlaanderen sowie in der nationalen Meisterschaft im Straßenrennen 1947 kam er auf den dritten Platz.
In den Rennen der Monumente des Radsports war der 5. Platz im Rennen Lüttich–Bastogne–Lüttich 1949 sein bestes Resultat. Die Tour de France 1948 beendete er nicht. In Meulebeke wurde später ihm zu Ehren das „Memorial Maurice Meersman“ veranstaltet.

## Familiäres
Sein Sohn Luc Meersman und seine Enkel Gianni Meersman und Luigi Meersman waren ebenfalls Radprofis.